# PalAmico
Il PalAmico (dal 26 agosto 2017 PalaEolo) è il nuovo palazzetto dello sport di Castelletto sopra Ticino (NO). 
Dopo varie peripezie infatti la società cestistica di Castelletto, il Basket Draghi, è riuscita ad avere un Palasport tutto suo.
Fu inaugurato nel novembre 2005 nel match di Legadue disputato da Castelletto contro Casale Monferrato. Prima di questa data la compagine ticinese era costretta a giocare le sue partite, tra cui l'esordio in Legadue, al Palasport di Varese.
Dopo il trasferimento del Basket Draghi a Novara nel 2007, il PalAmico è diventato il palazzetto della Pallacanestro Lago Maggiore. Dalla stagione di serie B 2016-2017 ospita le partite casalinghe dell'Oleggio Magic Basket.
La Pallavolo Ornavasso ha disputato in questo impianto le partite casalinghe dei playoff promozione della serie A2 2012-2013 e della regular season della serie A1 2013-2014 di volley femminile.
Dal 2019 è diventato la sede del Centro Tecnico di Ginnastica Ritmica e polo tecnico societario FGI della Polisportiva Varese ASD.
A novembre 2019 viene chiuso in via precauzionale per motivi di sicurezza e sequestrato dall'Autorità Giudiziaria.